# Srpska Open
Srpska Open er en ATP 250-serie tennisturnering for mænd, der spilles udendørs på grus. Den blev afholdt for første gang i 2023 som en del af ATP Touren. Turneringen bliver afholdt i Banja Luka, Republika Srpska, Bosnien-Hercegovina.

## Tidligere finaler

### Singles
| År   | Vinder        | Finalist      | Score         |
| ---- | ------------- | ------------- | ------------- |
| 2023 | Dušan Lajović | Andrey Rublev | 6-3, 4-6, 6-4 |

### Doubles
| År   | Vinder                     | Finalist               | Score    |
| ---- | -------------------------- | ---------------------- | -------- |
| 2023 | Jamie Murray Michael Venus | F Cabral En Nedovyesov | 7–5, 6–2 |